# ラシュヴァ渓谷の民族浄化
ラシュヴァ渓谷の民族浄化（ボスニア語・クロアチア語・セルビア語:Etničko čišćenje u Lašvanskoj dolini / Етничко чишћење у Лашванској долини、英語:Lašva Valley ethnic cleansing）は、ボスニア・ヘルツェゴビナ紛争中の1992年から1993年にかけて、ボスニア・ヘルツェゴビナのラシュヴァ渓谷地域においてボシュニャク人（ムスリム人）の民間人に対して行われた一連の戦争犯罪の総称であり、これらはヘルツェグ＝ボスナ・クロアチア人共和国の政治的・軍事的指導者らによって指揮されたものである。1991年11月にクロアチア人民族主義者が設定した目標を具現化するために1992年5月から翌1993年3月にかけて準備され、同年4月に相次いで実行に移された。ラシュヴァ渓谷のボシュニャク人は政治的・民族的・宗教的背景に基づいて迫害の対象とされ、地域一帯での広範な攻撃の中で計画的にその対象とされ、大量虐殺、強姦、強制収容所への収容、ならびに文化遺産および個人資産の破壊が行われた。また、とくにヴィテズ、ブソヴァチャ、ノヴィ・トラヴニク、キセリャクの各自治体の領域内を中心に、反ボシュニャクのプロパガンダが行われた。

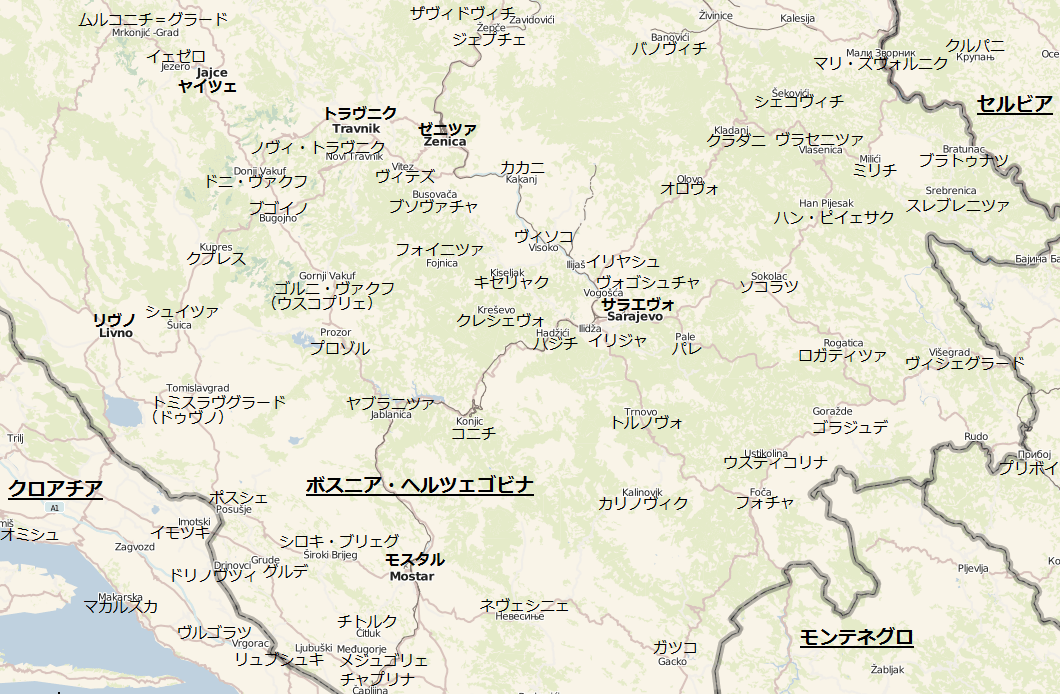
中央ボスニアの地図。地図中央付近、サラエヴォの北西一帯がラシュヴァ渓谷と呼ばれる

旧ユーゴスラビア国際戦犯法廷（The International Criminal Tribunal for the Former Yugoslavia; ICTY）は、ダリオ・コルディッチをはじめとするクロアチア人の政治的・軍事的指導者ならびに兵士らに対する多くの判決で、これらの犯罪が人道に対する罪に該当するものと認定している。この期間に行われたクロアチア防衛評議会による攻撃にかかわる証拠に基づき、コルディッチおよびチェルケズ事件（Kordić and Čerkez case）の判決においてICTYは、クロアチア人の指導者らはラシュヴァ渓谷からボシュニャク人を民族的に一掃するという意図あるいは計画を共有していたと認定した。地方の政治指導者であったダリオ・コルディッチは、こうした計画の立案者であり扇動者であるとされた。さらに、隣接するクロアチアの軍であるクロアチア陸軍がこの作戦に関与していたと結論づけ、一連の戦争犯罪をクロアチアとボスニア・ヘルツェゴビナによる国際紛争であるとした。
サラエヴォを拠点とするサラエヴォ研究・文献情報活動センターによると、ラシュヴァ渓谷地域に住む2000人程度のボシュニャク人がこの期間に死亡もしくは行方不明となった。

## 背景
ユーゴスラビア紛争の中で、ボスニア・ヘルツェゴビナに住むクロアチア人はクロアチアと目的を共有していた。クロアチアの政権政党であったクロアチア民主同盟はボスニア・ヘルツェゴビナに党支部を設立し、統制していた。1991年後半には、より過激な立場をとるマテ・ボバン、ダリオ・コルディッチ、ヤドランコ・プルリッチ、イグナツ・コシュトロマン（Ignac Koštroman）や、アント・ヴァレンタ（Anto Valenta）などの地方指導者が、フラニョ・トゥジマンやゴイコ・シュシャクの支援を受けてボスニア・ヘルツェゴビナの党支部を支配下に置くようになった。1991年11月18日、クロアチア民主同盟のボスニア・ヘルツェゴビナ党支部は、ボスニア・ヘルツェゴビナ領内において、政治的・文化的・経済的・領域的すべてにおいて自立したヘルツェグ＝ボスナ・クロアチア人共同体を宣言した。
ICTYは民族浄化作戦の背景として、1991年11月12日の会談の中でマテ・ボバンとダリオ・コルディッチにより署名された「ボスニア・ヘルツェゴビナに住むクロアチア人は最終的に、我らの永遠の願いである単一のクロアチア人国家を実現するための、確固とした実効性ある指針を抱かねばならない」とする合意を挙げた。1992年4月10日、マテ・ボバンは、その前日に結成されたボスニア・ヘルツェゴビナ共和国領土防衛軍（TORBiH）はクロアチア人共同体の領域的においては違法であると宣言した。5月11日、ティホミル・ブラシュキッチは、郷土防衛軍はキセリャク自治体の域内において違法であると宣言した。

## 差別

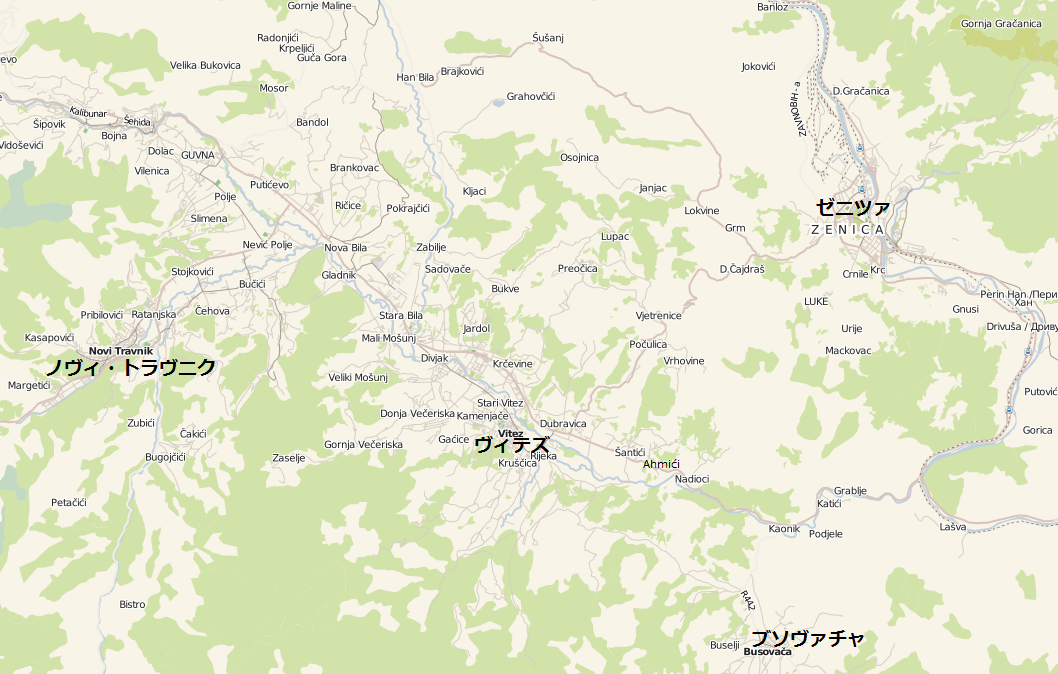
ラシュヴァ渓谷中部の地図。アフミチはヴィテズとブソヴァチャの中間に位置する。

1992年の間、ヴィテズ、ブソヴァチャおよびキセリャクのボシュニャク人の市民や指導者らは日常的に差別的な扱いの対象となった。ボシュニャク人の生活条件は極度に悪化し、多くの人々がこれらの地域を去り、ボシュニャク人が多数派を占める地域へ移っていった。それでもこの地に留まった人々は、次第に敵意を強めてくるクロアチア人の政治的・軍事的機構による差別を甘受するより他なかった。モスクやボシュニャク人の家屋の破壊、ボシュニャク人市民の殺害、彼らに対する略奪はこの頃に始まった。

### ヴィテズ
1992年4月、ヴィテズのクロアチア民主同盟指導者であったアント・ヴァレンタ（Anto Valenta）は、自治体のボシュニャク人代表者らに対して、ヘルツェグ＝ボスナ・クロアチア人共同体の命令に服従するよう命じた。1992年5月20日、ヴィテズのホテル前にてボスニア・ヘルツェゴビナ共和国軍の兵士が1人殺害され、2人が拘束されて暴行を受けた。1992年6月、クロアチア人の武装勢力がヴィテズの市役所、市議会庁舎を占拠し、ヘルツェグ＝ボスナおよびクロアチアの国旗を掲げた。
後の1992年11月、ヴィテズ市自治体は新しい税を導入し、市職員に対してクロアチア人政府に対する忠誠宣言に署名するよう求め、署名しない場合は解雇するとした。多くのボシュニャク人が宣言への署名を拒否して公職から追放され、またクロアチア人勢力支配地域の道路を通行する際に必要となる通行許可証の発行を受けられなくなった。

### ブソヴァチャ
ヴィテズと同様の差別的政策がブソヴァチャでも行われた。1992年5月10日、ダリオ・コルディッチとイヴォ・ブルナダ（Ivo Brnada）は、ボスニア・ヘルツェゴビナ郷土防衛軍との間で合意されていた武器の配分協定の破棄、武器の押収、ならびに兵舎の接収を決定した。コルディッチらはすべてのボシュニャク人の兵士に対して武器を手放し、クロアチア人勢力の命令の下に服するよう求める最後通牒を発布する。ダリオ・コルディッチおよびフロリアン・グラヴォチェヴィッチ（Florian Glavočević）は1992年5月22日の命令により、ブソヴァチャ市自治体の領域においてクロアチア防衛評議会に行政上の権限を与える道を開いた。この2件の命令に続いて、域内のボスニア・ヘルツェゴビナの政府機関を廃止し、ボシュニャク人は地方自治の体制から排除されていった。クロアチア人勢力はスクラドノ（Skradno）のテレビ放送局を接収して自前のテレビ・ラジオ放送局を設置、プロパガンダを流布し、また各種の公共機関を接収してその庁舎にクロアチア国旗を掲げ、通貨としてクロアチア・ディナールの使用を定めた。この間、ブソヴァチャに住むボシュニャク人は、クロアチア人政府への忠誠宣言に署名することを強いられ、また彼らの経営する商店・企業などは攻撃対象となり、次第に多くの人が、大量虐殺を恐れて域外に脱出するようになった。

### キセリャク
ヴィテズ、ブソヴァチャ同様のことがキセリャクでも1992年4月から11月にかけて行われ、クロアチア人勢力はキセリャクの政治的・軍事的支配権を確立するために一連の作戦を行った。キセリャクの支配者らはクロアチア人民族主義のプロパガンダを流布するためのラジオ放送局を設立した。1992年5月14日、ブラシュキッチ（Blaškić）将軍は、かつてユーゴスラビア人民軍のものであった軍事基地からボスニア郷土防衛軍を追放した。

## 民族浄化
1992年6月、クロアチア人勢力が支配権を獲得しようとして抵抗にあっていたノヴィ・トラヴニクへと標的は移っていった。1992年6月18日、クロアチア防衛評議会はノヴィ・トラヴニクのボスニア・ヘルツェゴビナ政府軍に対して最後通牒を行った。通牒は、域内におけるボスニア政府機関の廃止、クロアチア人政府への忠誠の表明、ボスニア軍のクロアチア人勢力への服従、ボシュニャク人難民の追放などを24時間以内に実施するよう求めるものであった。1992年6月19日、ノヴィ・トラヴニクにて武力衝突が発生した。戦闘は2時間におよび、ボスニア・ヘルツェゴビナ郷土防衛軍の司令部、小学校、郵便局などがクロアチア人の獲得目標とされ攻撃をうけた。攻撃にはヴィテズやブソヴァチャから送り込まれたクロアチア人勢力も参加していた。ノヴィ・トラヴニクの谷あいに住むボシュニャク人たちは虐殺、強姦やその他の虐待の対象となった。
1992年8月、クロアチア人勢力はドゥフリ（Duhri）、ポトクライ（Potkraj）、ラダノヴィチ（Radanovići）、トポレ（Topole）といった村々への攻撃を実行、攻撃ではボシュニャク人民家への放火やボシュニャク人の企業の破壊といった蛮行が行われた。多くのボシュニャク人市民が今後更なる攻撃が加えられることを恐れ、周囲をクロアチア人勢力に囲まれたキセリャク地域から脱出していった。
ICTYのコルディッチおよびチェルケズ事件の判決において、クロアチア人勢力に乗っ取られた中央ボスニアの各自治体（ブソヴァチャ、ノヴィ・トラヴニク、ヴァレシュ、キセリャク、ヴィテズ、クレシェヴォ、ジェプチェにおけるボシュニャク人への迫害は、数多くの証拠により明らかであるとした。更に、これらの自治体ではパターンとして確立されたボシュニャク人に対する迫害が展開されており、クロアチア防衛評議会はこれらの地域のボスニア・ヘルツェゴビナからの分離、そしてクロアチアへの統合を目指してボシュニャク人に対する一連の作戦として迫害を実行したと断じられた。
1992年12月、中央ボスニア・ラシュヴァ渓谷の各自治体ではクロアチア人勢力がほぼ支配権を確立し、一定の抵抗が続いていたのはノヴィ・トラヴニクおよびアフミチのみであった。すなわち、中央ボスニアの大部分はクロアチア人勢力の支配下におかれていた。

### ゴルニ・ヴァクフ包囲
ゴルニ・ヴァクフはラシュヴァ渓谷の南側に位置する町であり、クロアチア人勢力の拠点であるヘルツェゴヴィナ地域と中央ボスニアを結ぶ戦略的に重要な地域にあった。ゴルニ・ヴァクフはノヴィ・トラヴニクから48キロメートル、ヴィテズから装甲車で1時間程度のところにあった。クロアチア人にとってゴルニ・ヴァクフは、ヘルツェグ＝ボスナ・クロアチア人共同体の領域とされたヘルツェゴヴィナとラシュヴァ渓谷とを結ぶ戦略的な意義の大きい場所であった。
1993年1月10日、ゴルニ・ヴァクフで迫害が始まる直前の頃、クロアチア防衛評議会の司令官ルカ・シェケリヤ（Luka Šekerija）はブラシュキッチ大佐およびダリオ・コルディッチに対して「最高軍事機密」指定にて、ヴィテズの弾薬工場から大量の迫撃砲砲弾を可能な限り送るよう求めた。1993年1月11日、ボシュニャク人が運営し当時ボシュニャク人の司令部として使用されていたホテルに対してクロアチア人側が爆弾で攻撃して戦闘に発展した。戦闘は全面的な軍事衝突に発展し、その晩クロアチア人側は大砲による激しい包囲砲撃を実施した。
ゴルニ・ヴァクフに置かれていたイギリス軍司令部で停戦交渉が行われ、クロアチア防衛評議会のアンドリッチ（Andrić）大佐はボシュニャク人が武器を放棄し、町をクロアチア防衛評議会の支配下とすることを求めた。そして、要求が認められない場合はゴルニ・ヴァクフをまっ平らに破壊すると脅迫した。ボスニア・ヘルツェゴビナ共和国軍がこの要求を受け入れなかったためクロアチア人による攻撃は続けられ、その後にビストリツァ（Bistrica）、ウズリチェ（Uzričje）、ドゥシャ（Duša）、ジュドリムツィ（Ždrimci）、フラスニツァ（Hrasnica）といった郊外の村々でボシュニャク人に対する虐殺が行われた。クロアチア人はゴルニ・ヴァクフ攻撃の理由としてムジャヒディーンの存在を挙げることがあるが、当地にいたイギリス軍の司令官はそうしたムジャヒディーンがゴルニ・ヴァクフにいたことを否定し、部下のイギリス軍兵士たちは1人としてムジャヒディーンを見かけたことはないとしている。

### ブソヴァチャの虐殺
1993年1月25日、クロアチア人勢力は、カディチャ・ストラナ（Kadića Strana）地区と呼ばれるブソヴァチャのボシュニャク人地区を攻撃した。この際、周囲の丘陵からの砲撃などが行われた。拡声器によりボシュニャク人は降伏するよう呼びかけられた。警察の報告によると、43人のボシュニャク人が1993年1月から2月にかけて虐殺されている。およそ90人の生き残ったボシュニャク人は町の広場に集められ、20人ほどの女性と子どもは解放されたものの、14歳、16歳の少年を含む70人の男性はバスでカオニクの強制収容所に連行された。その後もブソヴァチャでは蛮行が続けられた。

### アフミチの虐殺
アフミチの虐殺は、ラシュヴァ渓谷での一連の民族浄化の中心的な事件であり、ラシュヴァ渓谷でのクロアチア人とボスニア・ヘルツェゴビナ政府軍との衝突が続いたこの期間における最大規模の虐殺であった。

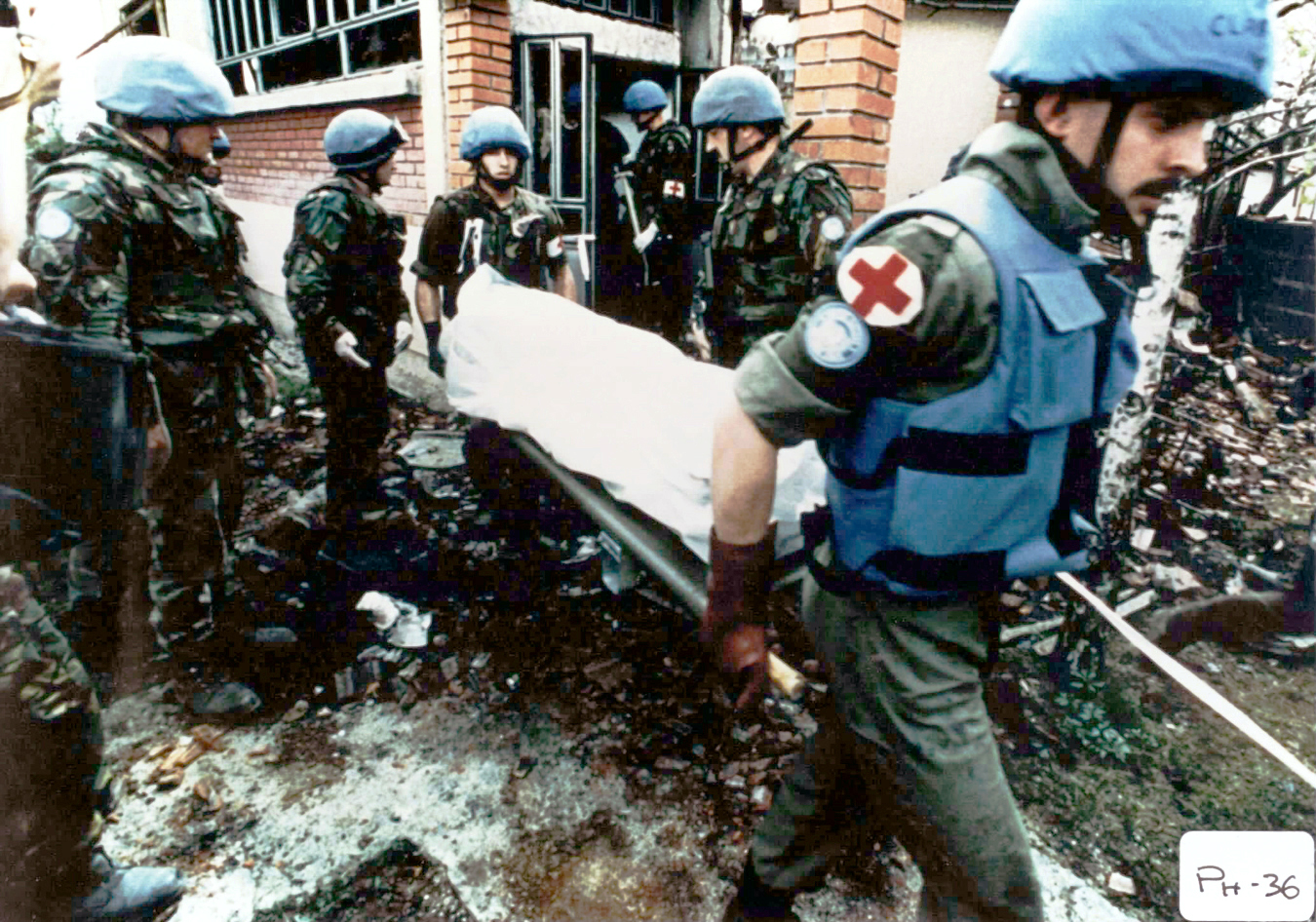
1993年、国連平和維持軍の兵士がアフミチの虐殺で殺害された人々の遺体を集めている。（旧ユーゴスラビア国際戦犯法廷提供）

1993年4月16日5時30分、クロアチア防衛評議会はアフミチのボシュニャク人地区を砲撃し、女性や子ども、老人を含む多数のボシュニャク人の殺害へと続いた。クロアチア人勢力はボシュニャク人の家屋を次々に破壊し、村にあった2つのモスクも破壊した。死者数は120人にのぼるとみられ、うち最年少の者は生後3か月の嬰児でベビーベッドの中でマシンガンで殺害されており、また最年長の者は81歳の女性であった。

#### 背景

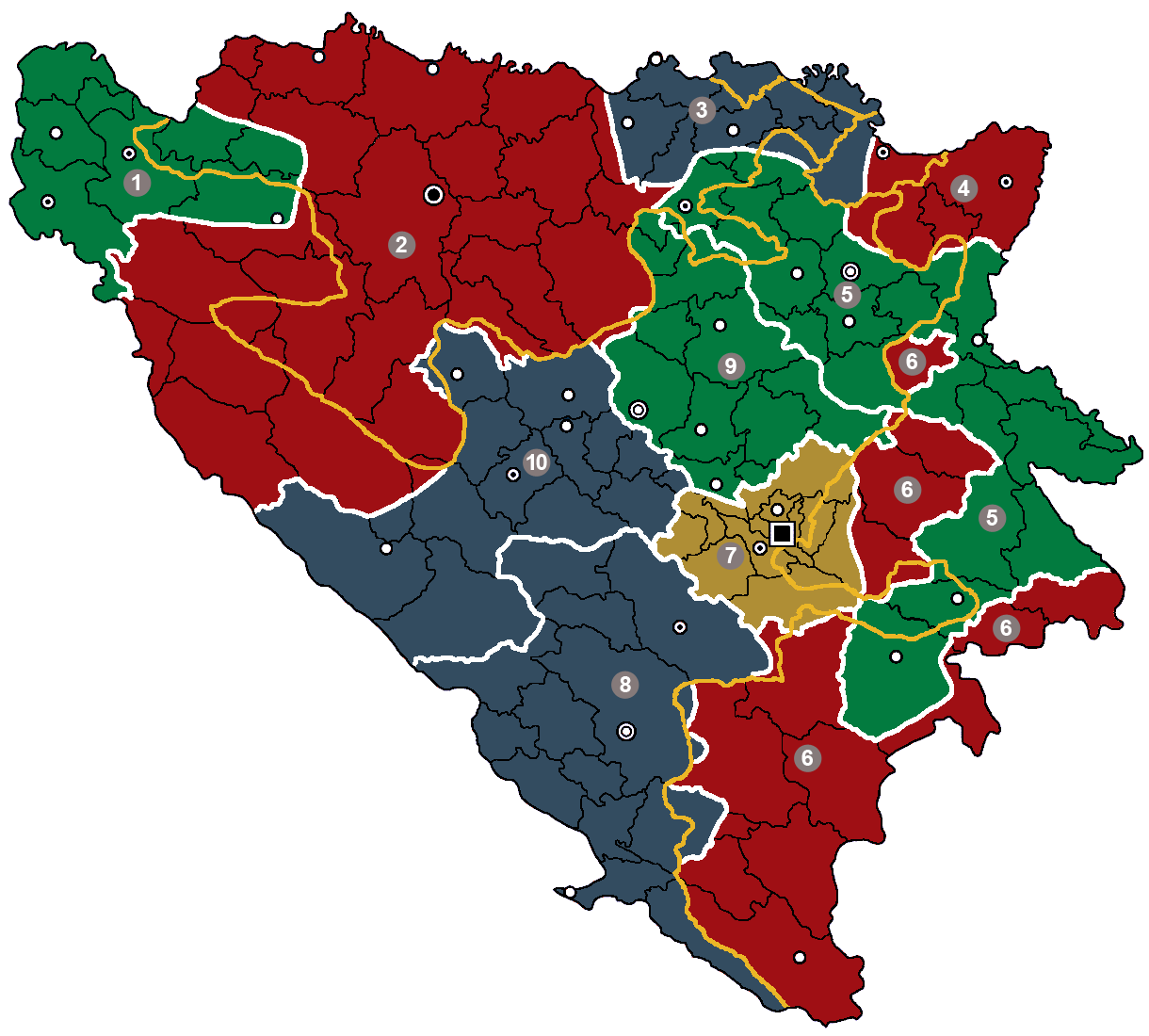
1993年に策定されたヴァンス・オーウェン和平案。第3県、第8県、第10県がクロアチア人を主体とする県として想定されている

1993年4月3日、クロアチア人勢力の指導者らはモスタルでの会合にて、ヴァンス＝オーウェン和平案の実施について議論された。和平案では「クロアチア人自治州」の創設とその域内におけるボスニア政府軍をクロアチア防衛評議会の配下に置くことが謳われており、クロアチア人の指導者はこれを実行することを決定した。4月4日、ロイターによると、モスタルのクロアチア防衛評議会司令部はボスニア・ヘルツェゴビナ共和国大統領アリヤ・イゼトベゴヴィッチに対してこうした案を受け入れ署名するよう求め、次のような声明を発した：「もしイゼトベゴヴィッチが4月15日までに合意案に署名しない場合、クロアチア防衛評議会は強制的に第3県、第8県、および第10県の統治権を獲得する」。ダリオ・コルディッチ、イグナツ・コシュトロマンおよびアント・ヴァレンタは声明により、クロアチア人はもっと建物にクロアチアの旗を掲げるべしと命じた。

#### 組織的攻撃
1993年4月16日金曜日、5時30分にクロアチア人の武装勢力はヴィテズ、スタリ・ヴィテズ（Stari Vitez）、アフミチ、ナディオツィ（Nadioci）、シャンティチ（Šantići）、ピリチ（Pirići）、ノヴァツィ（Novaci）、プティシュ（Putiš）、ドニャ・ヴェチェリスカ（Donja Večeriska）に対して同時に攻撃を開始した。ICTYの判決では、これらの攻撃はボシュニャク人の市民を標的としたものであったと認定している。この攻撃の前にはクロアチア人とボシュニャク人の衝突の日は近いとする政治声明が繰り返されていた。このときすでにヴィテズ自治体域内の通信網はすべてクロアチア防衛評議会の手中にあり、攻撃の日には一般の電話は通信を遮断された。
ヴィテズ自治体域内の町村に住むクロアチア人の住民は事前に攻撃を知らされ、一部がその準備に加わった。クロアチア人の女性と子どもは攻撃の前夜に避難を済ませていた。攻撃は高度に準備されたものであることが窺い知れるものであった。アフミチを始めとする攻撃対象の各地での行動は分単位で計画されたものであり、その目的は域内に住むボシュニャク人市民を殺害あるいは追放することであり、その結果として虐殺が引き起こされた。4月15日の夕刻には、クロアチア防衛評議会の戦力が通常と異なる動きをしていることが確認されている。4月16日の早朝、主要道路がクロアチア人勢力によって封鎖された。紛争を監視していた国際的な監視員らによると、クロアチア人勢力の攻撃は3方向から仕掛けられ、それによって市民が南へ逃げるように誘導するものであったという。その退路となる南にはより高度な武器を準備した精鋭の狙撃手が待ち構えており、脱出しようとする人々を殺害するという作りになっていた。その他の兵力は5人から10人程度の少数の集団に分かれてボシュニャク人の家屋を1軒ずつ廻ってひとつひとつ破壊し、そこに住む住民を殺害した。およそ100名の兵士がこの作戦に従事している。
攻撃によってボシュニャク人の住む村は破壊され、住民は虐殺された。100名を超える死者のうち、32名が女性、11名が18歳未満の子どもであった。クロアチア防衛評議会は作戦に砲兵隊を動員しており、これは歩兵のみでは成し得ない建物の破壊を支援する目的であった。モスクなどの建物が重火器で破壊されており、ミナレットも壊されている。

#### 市民の殺害
男性のほとんどは至近距離から銃殺されている。多数の男性が一か所に集められてクロアチア人兵士によって殺害された。さらに20人程度の市民がドニ・アフミチ（Donji Ahmići）で殺害されている。逃げ惑う市民たちは主要道路に出るまでに平原を抜けなければならず、この平原にて12人程度が狙撃され死亡した。軍事専門家によってこれらの市民は狙撃手により狙撃されたものと結論付けられた。その他の遺体は家屋から見つかっているが、激しく炭化しており身元の特定が困難であった。彼らは状況から生きたまま焼かれたものと推測される。殺害された中には多数の女性や子どももいた。
欧州共同体監視団の監視員が子どもの遺体を見たときの状況について、見つかった場所からは生きながら焼かれて苦しんだだろうとして、次のように話している：「多数の家屋が恐ろしい現場と化していた。その恐ろしさは、ただ遺体があるだけでなく、それらが生きたまま焼かれたものであること、一部は明らかに火炎放射器で焼かれて炭化したものであること、そしてそうした遺体が多数あることゆえだ。」欧州共同体監視団の報告によると、少なくとも103名がアフミチへのこの攻撃によって殺害された。

#### 資産の破壊

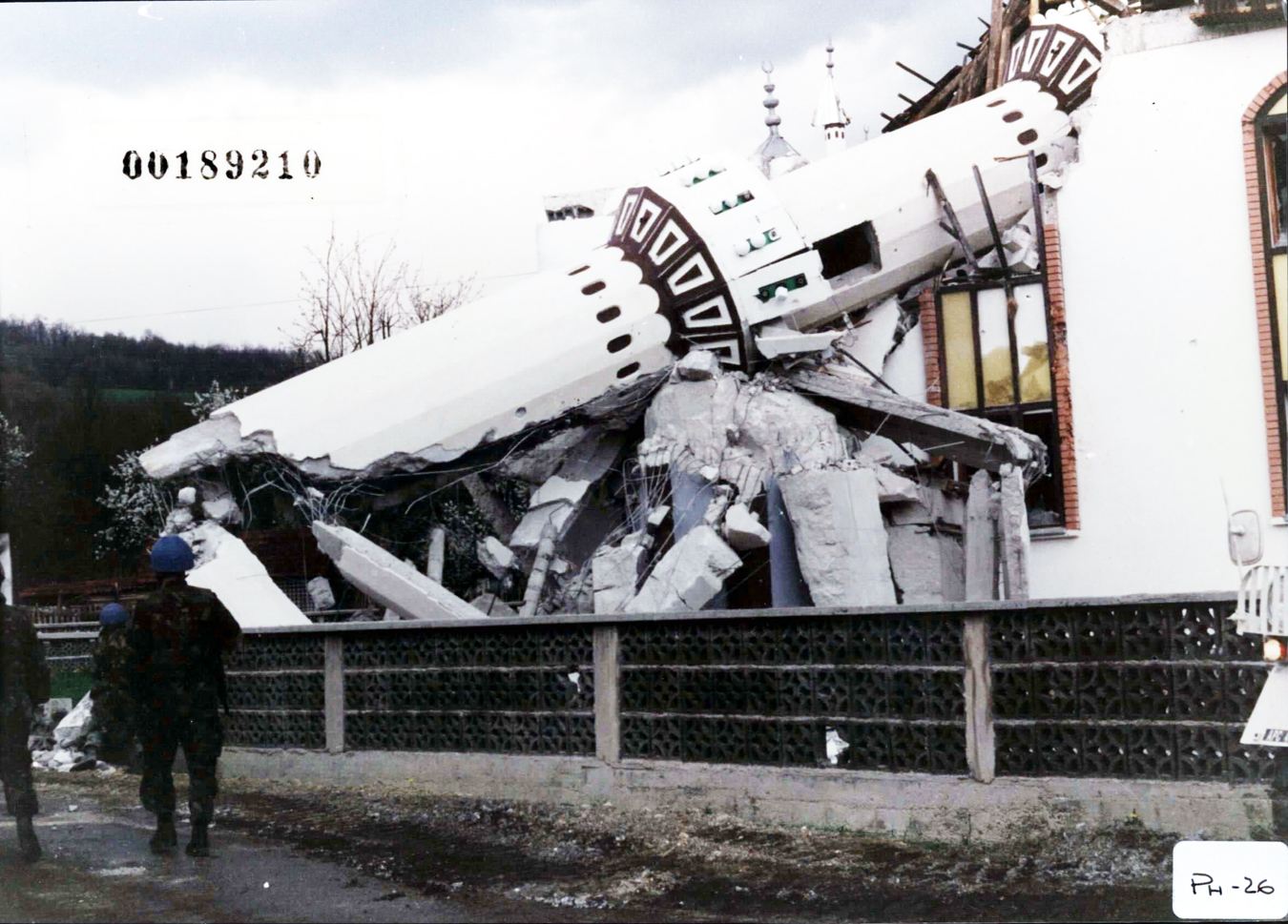
1993年4月に爆破されたアフミチのモスク（写真は旧ユーゴスラビア国際戦犯法廷の提供による）

ゼニツァの人権センターによると、アフミチにあった200軒のボシュニャク人の家屋のうち180軒が攻撃により焼失した。人権委員会では1993年5月19日に同じ内容の報告をまとめている。欧州共同体監視団によると、アフミチ、ナディオツィ、ピリチ、シヴリノ・セロ（Selo, Gaćice）、ゴミオニツァ（Gomionica）、グロミリャク（Gromiljak）、ロティリ（Rotilj）にあったほぼすべてのボシュニャク人の家屋が焼失したとされ、監視団のひとりは「燃えていたのは地域全体だ」と話している。多数の宗教施設が破壊された。2つのモスクには周到に地雷が仕掛けられ、建物内には多数の爆発物が設置されていた。さらに、ドニ・アフミチのモスクはミナレットの土台付近に設置された多数の爆発物によって破壊された。

#### アフミチ攻撃に関与した戦力
アフミチ攻撃に関与した戦力には憲兵隊第4大隊と、ジョケリ部隊（Džokeri、ジョーカー部隊）であった。ジョケリ部隊は対テロリスト部隊という名目で20名程度の隊員から成る部隊であり、ナディオツィのバンガローに駐在していた。1993年1月に部隊の創設を命じたズヴォンコ・ヴォコヴィッチ（Zvonko Voković）の目的は、破壊活動などの特殊任務の実行であった。このほかに作戦に関与していたのはヴィテズ市域内にいたヴィテゾヴィ旅団（Vitezovi）、ヴィテシュカ旅団（Viteška）、ブソヴァチャにいたニコラ・シュビッチ・ズリンスキ旅団（Nikola Šubić Zrinski）、アフミチおよびシャンティチ、ピリチ、ナディオツィにいたドモブラニ部隊（Domobrani、1993年2月8日のモスタルでの決定にもとづいて組成された各町村の自警団）などがある。ブラシュキッチ裁判では多くの証人が、クロアチア陸軍の紋章をつけて迷彩服を着た兵士たちがいたことを証言している。また、これらの村々に住むクロアチア人の住民の中にも攻撃に参加した者が多数いる。これらのクロアチア人の村人の多くは、ドニ・アフミチのスラヴコ・ミリチェヴィッチ（Slavko Miličević）、ズメ（Zume）のジャルコ・パピッチ（Žarko Papić）、ナディオツィのブランコ・ペルコヴィッチ（Branko Perković）、グラボヴィ（Grabovi）のゾラン・クプレシュキッチ（Zoran Kupreškić）、シャンティチのネナド・シャンティッチ（Nenad Šantić）やチョリッチ（Ćolić）など、村の自警団に属していた。

#### 否認
虐殺の後、クロアチア人の指導者らはプロパガンダの力を借りて虐殺を否定したり、紛争に加わる他の勢力に責任転嫁しようとした。ダリオ・コルディッチは国際連合人権センターの調査官であるパヤム・アハヴァンに対して、クロアチア防衛評議会がアフミチの虐殺に関与した事実を否定し、自分の部下は良きキリスト教徒として決してこのようなことをするはずがないとして、セルビア人やムスリム人に責任転嫁を図り、これ以上の調査は必要ないとした。クロアチア防衛評議会のティホミル・ブラシュキッチもコルディッチの前で、イギリス軍のスチュワート大佐に対して同様の否認主義の態度を示している。

### ヴィテズの虐殺

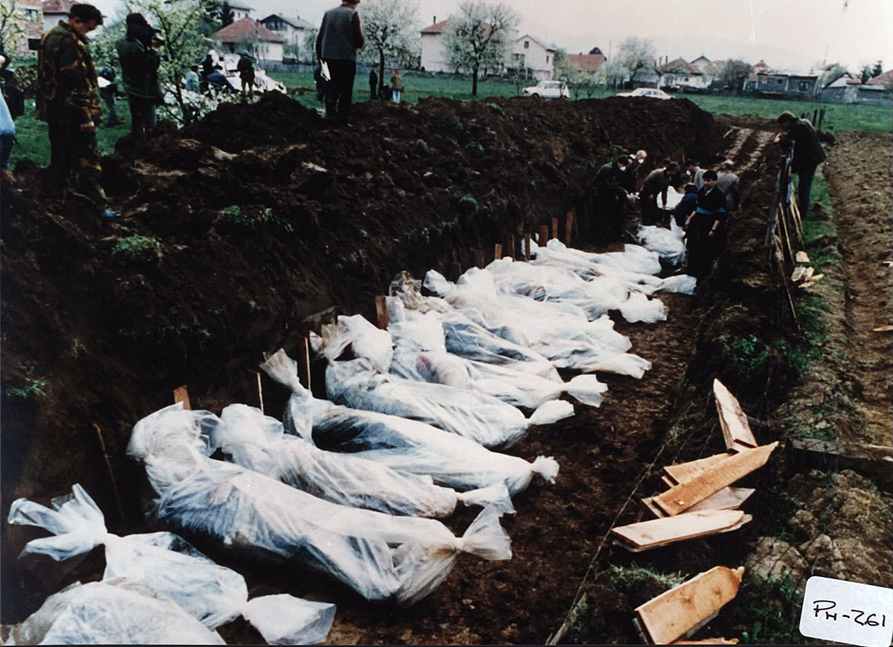
1993年4月にヴィテズ周辺で殺害された人々の遺体（写真は旧ユーゴスラビア国際戦犯法廷の提供による）

1993年4月16日の早朝、5時45分から6時ごろにかけて、ヴィテズおよびクルシュチツァ（Kruščica）のボシュニャク人地区はクロアチア人勢力の砲撃を受けた。次第に攻撃は激化し、口径の異なる多数の迫撃砲が用いられた。これはヴィテズ周辺の渓谷地域では初の大規模攻撃であった。これはイギリス軍の専門家およびボスニア・ヘルツェゴビナ共和国軍には衝撃であった。クロアチア防衛評議会の兵士は迷彩服でヴィテズの市街地に現れ、ボシュニャク人の市民を拘束し住居にて殺害した。ヴィテゾヴィ部隊のアント・ブレリャシュ（Anto Breljaš）によると、クロアチア防衛評議会ヴィテシュカ旅団およびヴィテゾヴィ部隊はスタリ・ヴィテズを攻撃したが、部隊としてアフミチの虐殺には関与しておらず、しかし数名の個別の兵士がアフミチに関与した可能性はあるとしている。しかし、クロアチア人の避難は攻撃開始のわずか数時間前の出来事であり、村のボシュニャク人たちは攻撃を事前に察知することはなかった。付近の工場に設置された高射砲を用い、5時30分から砲撃が始まった。家屋に手榴弾が投げ込まれ、中にいた住人は拘束されて暴行を受けた。ボシュニャク人の家屋はほぼすべて焼き払われ、少なくとも8名が殺害された。村は爆発物および火炎によって破壊され尽くした。
ヴィテズ自治体全域で合わせて172名のボシュニャク人が殺害され、5千人が放逐され、1200人が拘束された。420棟の家屋と3つのモスク、2つのムスリム神学校、2つの学校が破壊された。

#### スタリ・ヴィテズへのテロ攻撃
ヴィテズでの戦闘は16日以降も続いた。攻撃が始まった後もなおスタリ・ヴィテズ旧市街（マハラ Mahala）はボスニア・ヘルツェゴビナ共和国軍の手中にあった。クロアチア防衛評議会は同地区を包囲し1993年4月から1994年2月まで断続的に包囲攻撃を続けた。この間、スタリ・ヴィテズでは大小さまざまな武力衝突が続き、中でも1993年7月18日には手製の爆発物が大量に投入され、多くのボシュニャク人市民が殺害された。スタリ・ヴィテズ地区への攻撃にはロケットランチャーや迫撃砲なども使用された
1993年4月18日には500キログラムの爆発物を搭載したタンカーがスタリ・ヴィテズのモスク付近で爆発し、政府機関の事務所を破壊、少なくとも6名が死亡し50名が負傷した。旧ユーゴスラビア国際戦犯法廷はこの事件について、スタリ・ヴィテズのボシュニャク人を標的として、クロアチア人勢力の一員によって実行された純然たるテロリズム攻撃であると断定した。

### ブソヴァチャの村々
ロンチャリ（Lončari）、メルダニ（Merdani）、プティシュ（Putiš）はアフミチの東、ブソヴァチャの北に位置する村々である。1993年1月の攻撃後、村の住民の多くはゼニツァなどに脱出したが、その後数週間から数か月の間に多くが帰還していた。そうした中、4月にクロアチア防衛評議会はこれらの村々を攻撃した。プティシュは4月15日に攻撃を受けた。4月16日の午後、覆面をしたクロアチア人の兵士がオチェフニチ（Očehnići）で家屋に対して焼夷弾を用いる攻撃を実施した。攻撃開始から30分の間に全てのボシュニャク人の住居が火に包まれる。この村は武装しておらず、攻撃に際して抵抗することもなかった。攻撃を実行した部隊の司令官は、後に旧ユーゴスラビア国際戦犯法廷から戦争犯罪の咎で訴追された人物であるパシュコ・リュビチッチ（Paško Ljubičić）であった。証言によると、ズリンスキ旅団の司令官であるドゥシュコ・グルベシッチ（Duško Grubešić）准将による「地域からムスリム人を一掃せよ」との命令にしたがって、リュビチッチは虐殺の実行を命じた。ロンチャリ（Lončari）では20名程度が拘束され、4月16日にカオニクの収容所に連行された。カオニクに着くと彼らは整列させられ、所持品をクロアチア防衛評議会の兵士に奪われた。

### キセリャクの村々
1993年4月18日、キセリャク自治体にあるボシュニャク人の村々が攻撃を受けた。攻撃はティホミル・ブラシュキッチ大佐の命令によるもので、命令では2つの村を制圧し「全ての敵対勢力」をクロアチア防衛評議会の管理下に置くことが定められていた。ゴミオニツァ（Gomionica）、スヴィニャレヴォ（Svinjarevo）、ベフリチ（Behrići）の3村は主要道路に沿って互いに隣接しており、これら3村に加えてロティリ（Rotilj）、グロミリャク（Gromiljak、ポリェ・ヴィシュニツァ（Polje Višnjica）やその他キセリャク市内にあるボシュニャク人の村々が次々に攻撃を受けた。これらの村々に住むボシュニャク人は殺害されるか放逐され、家屋やモスクは放火され、加えてスヴィニャレヴォとゴミオニツァでは略奪が行われた。ロティリでは、クロアチア防衛評議会が村を包囲する前に村の郷土防衛隊（TO）に武器を捨てるよう勧告が行われた。攻撃による村の平野部は放火され、家屋や納屋など20棟が破壊され、7名の市民が殺害された。
クロアチア防衛評議会はスヴィニャレヴォに対して60ミリ、80ミリおよび120ミリメートル口径の迫撃砲、ならびに高射砲を用いて攻撃した。砲撃が終わるとボスニア郷土防衛隊は200名の市民を引き連れて村から緊急脱出を始めた。クロアチア防衛評議会の兵士はスヴィニャレヴォや、ラウシェヴァツ（Rauševac）、プリシェヴォ（Puriševo）、ヤポイレヴォ（Japojrevo）、イェホヴァツ（Jehovac）といった周辺の村々に立ち入り、ボシュニャク人の家屋に放火し10名の市民を殺害した。この他に市民をキセリャクの兵舎に連行し、数週間に渡って拘束した。攻撃は1993年4月23日まで続けられた。
欧州共同体監視団の監視員が村を訪れた時には、ボシュニャク人はほぼすべていなくなり、彼らの家屋は焼き払われており、この地域で民族浄化が行われたと結論づけた。旧ユーゴスラビア国際戦犯法廷は、ダリオ・コルディッチがキセリャク自治体域内におけるこれらの攻撃に関与していると断定した。攻撃はヴィテズはブソヴァチャなどのラシュヴァ渓谷での攻撃の2日後に行われており、中央ボスニアにおけるムスリム人への一連の民族浄化作戦の一部を成すものであった。ブラシュキッチが行政上の承認なしに攻撃を行うことはできず、すなわち政治指導者であるダリオ・コルディッチの指示により攻撃が実行されたと断定されている。

### ゼニツァの虐殺
旧ユーゴスラビア国際戦犯法廷は、1993年4月19日にゼニツァの市場に対して加えられた砲撃は、クロアチア防衛評議会によってゼニツァの東15キロメートルにあるプティチェヴォ（Putičevo）から行われたものであり、これにより15名が死亡し50名が負傷したとしている。砲弾は昼の12時10分、12時24分、12時29分にそれぞれ2発ずつ着弾した。砲撃には2門のD-30 122mm榴弾砲が使用され、これは砲弾の装填が手動であるため砲撃に時間を要する。攻撃は正確に標的を定めて行われており、明らかに素人にできることではなかった。欧州共同体監視団のデンマーク人監視員は砲撃の直後に現場を訪れ、写真を撮影した。写真には砲撃直後の市場の惨状が写し出されており、多くの遺体が地面に転がり、自動車が破壊され、バスも壊れ、建物も損傷を受けている様子が分かる。クロアチア人勢力は、砲撃はセルビア人によるものと主張したが、こうした主張は旧ユーゴスラビア国際戦犯法廷のダリオ・コルディッチ裁判にて退けられた。

### 停戦

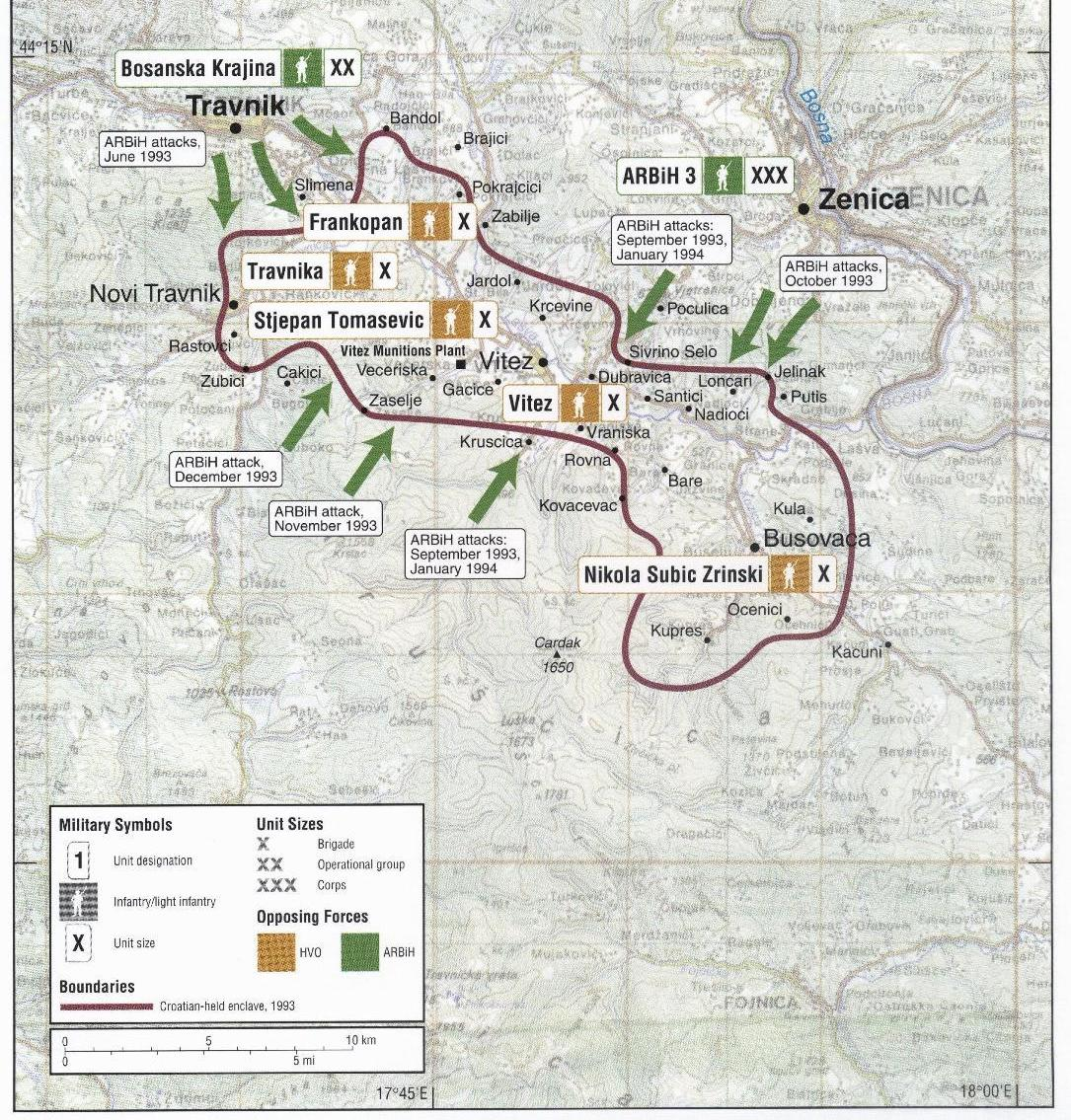
1993年6月から1994年1月にかけてのラシュヴァ渓谷の勢力図。

4月18日、ティホミル・ブラシュキッチはフォイニツァにいる穏健派のクロアチア防衛評議会指揮官・スティエパン・トゥカ（Stjepan Tuka）に対してドゥシナ（Dusina）を攻撃するよう命令した。しかしトゥカは停戦に期待して、両民族間の平穏状態を保っていたフォイニツァの政策に従い、攻撃を行わなかった。トゥカは辞任させられることとなったが、その際には地元のクロアチア防衛評議会や他の機関から抗議が起こった。
4月19日、欧州共同体監視団は、中央ボスニアにおける情勢が急速に悪化しており、国際社会の関心がスレブレニツァに集まっているすきを縫ってクロアチア人が2つの県の支配権奪取に動いているとみられると報告した。4月20日にはスタリ・ヴィテズの南東の村ガチツェ（Gaćice）がクロアチア防衛評議会に攻撃され、直後にヴィテシュカ旅団の当直将校は「ガチツェ70パーセント完了した」と報告し、同日中に村を完全に掌握できる見通しであることを伝えている。
1993年4月21日、欧州共同体監視団の仲介のもと、クロアチア防衛評議会とボスニア・ヘルツェゴビナ共和国軍との間で、停戦および戦力引き離しの交渉が行われた。4月25日、ザグレブで行われた会合にて、アリヤ・イゼトベゴヴィッチとマテ・ボバンとの間で即時停戦が合意された。

## 収容所
旧ユーゴスラビア国際戦犯法廷の「コルディッチおよびチェルケズ事件」の裁判では、ボシュニャク人は体系的に、法的根拠のない私的な強制収容の対象とされたと断じた。判決では、ボシュニャク人が治安上の理由や彼ら自身の安全を図るために収容されていたとの主張には根拠がないとした。収容期間中、ボシュニャク人の置かれていた環境は各収容所ごとに差異はあるものの、全体として非人間的なものであった。収容された人々は法的根拠のないまま人質あるいは人間の盾として利用され、穴を掘る作業を強要されていた。そしてこうした扱いにより、多数が死亡あるいは負傷したと断じた。

### カオニク強制収容所
カオニク強制収容所はブソヴァチャの5キロメートル北に設置された。ボシュニャク人の市民やボスニア郷土防衛隊の兵士は、2つの経緯によりカオニクに収容された。1つめは、クロアチア防衛評議会が1993年1月にブソヴァチャ自治体で実施した攻撃であり、2つめが1993年4月のラシュヴァ渓谷各地での攻撃である。1月の攻撃では数百人のボシュニャク人が拘束された。1993年5月の時点で拘束されている人物は79名を数えた。強制収容所の環境は劣悪であった。監房は狭く人員過多であり、衛生状態は極めて悪く、食料は不十分であった。収容者はたびたび暴行を受け、夜間には叫び声が拡声器で流された。クロアチア防衛評議会は収容者に対して各地で穴掘りを強制した。証言によると、穴掘りへ連行されたうち26名は戻ってこなかったという。

### ヴィテズの強制収容施設
ヴィテズ映画館は、「映画館」「文化センター」あるいは「労働者の大学」と呼ばれる複合娯楽施設の一部であった。戦時中、この施設にはヴィテシュカ旅団の司令部が置かれていた。その一部（地下室および劇場）は1993年4月16日以降、様々な年代のボシュニャク人、200名から300名程度を拘束するために使用された。施設は、憲兵を含む、多数のクロアチア防衛評議会の兵士によって護衛されていた。収容者は期間中たびたび暴行を受け、穴掘りへ連行され、一部は戻らなかった。
衝突の初期の数日間、ヴィテズ家畜病院にも収容施設が設置された。40名程度のボシュニャク人が地下室に収容され、全体で70名程度がこの施設に収容されていた。看守は収容者に食料や飲料を全く与えず、代わりに収容者の家族が食料を差し入れることを許可した。収容者はクルシュチツァ（Krušćica）での穴掘りに連行され、2名が死亡した。
ドゥブラヴィツァ（Dubravica）小学校は重要な収容施設として機能し、1993年4月16日から30日にかけて、300名を超えるボシュニャク人を収容した。この間に多数が死亡あるいは負傷し、穴掘りで肉体的な虐待や侮辱を受けた。コルディッチ裁判にてクロアチア人兵士であったアント・ブレリャシュ（Anto Breljaš）は証人として出廷し、小学校には男性、女性、子どもを含む350名のボシュニャク人が収容されていたと証言した。女性および子どもは教室に、男性は体育館にと、それぞれ分離して収容された。兵士は地下室に収容され、うち15名が殺害された。体育館では空気が欠乏し、食料も不十分で、医療措置が施されることは全くなかった。収容者は虐待を受け、人間の盾として使用されたり、周辺一帯やクラ（Kula）などで穴掘りを強いられた。証人はこうした収容者に対する待遇に抗議したという。

## 戦犯法廷
旧ユーゴスラビア国際戦犯法廷:
- ズラトコ・アレクソヴスキ（Zlatko Aleksovski）- 懲役7年[14]
- ティホミル・ブラシュキッチ（英語版） - 懲役45年、後に9年に減刑[1]
- ミロスラヴ・ブラロ（Miroslav Bralo） - 懲役20年
- マリオ・チェルケズ（Mario Čerkez） - 懲役6年[2]
- アント・フルンジヤ（Anto Furundžija） - 懲役10年
- ドラゴ・ヨシポヴィッチ（Drago Josipović） - 懲役15年、控訴審にて12年に減刑
- ダリオ・コルディッチ（英語版） - 懲役25年[2]
- ゾラン・クプレシュキッチ（Zoran Kupreškić） - 懲役10年、控訴審にて無罪
- ミリャン・クプレシュキッチ（Mirjan Kupreškić） - 懲役8年、控訴審にて無罪
- ヴラトコ・クプレシュキッチ（Vlatko Kupreškić） - 無罪
- パシュコ・リュビチッチ（Paško Ljubičić） - 懲役10年
- ゾラン・マリニッチ（Zoran Marinić） - 起訴取り下げ
- ドラガン・パピッチ（Dragan Papić） - 無罪
- ペロ・スコプリャク（Pero Skopljak） - 起訴取り下げ
- イヴァン・シャンティッチ（Ivan Šantić） - 起訴取り下げ
- ヴラディミル・シャンティッチ（Vladimir Šantić） - 懲役25年、控訴審にて懲役18年

ボスニア・ヘルツェゴビナの法廷:
- パシュコ・リュビチッチ（Paško Ljubičić） - 懲役10年
- クレショ・ルチッチ（Krešo Lučić） - 懲役6年（ラシュヴァ渓谷民族浄化のうちクレシェヴォ（英語版）での事件に関して）

## 関連する映像作品
- ウォリアーズ／インポッシブル・ミッション（英語版）, Warriors - IMDb（英語）
- ユーゴスラビアの死（英語版） The Death of Yugoslavia - IMDb（英語） - Part III. The Struggle for Bosnia